# Pepe Julian Onziema
Pepe Julian Onziema (30 november 1980) is een Oegandese lhbt-rechtenactivist. Hij begon zijn mensenrechtenwerk in 2003. Als transman heeft hij regelmatig in de gevangenis gezeten, onder andere vanwege het imiteren van een man. In 2016 werd hij in de gevangenis dermate mishandeld dat hij zijn gehoor aan de linkerzijde kwijtraakte.
In 2014 ontving hij van het Britse Stonewall de prijs 'hero of the year' vanwege zijn inzet voor gelijke rechten. In datzelfde jaar werd hij geïnterviewd door John Oliver bij het Amerikaanse tv-programma Last Week Tonight over de situatie van lhbt-mensen in Oeganda.
Onziema boekte in 2014 een succes toen de reeds ingevoerde anti-homowetten werden ingetrokken.